# Acmenychus
Acmenychus is een geslacht van kevers uit de familie bladkevers (Chrysomelidae).
De wetenschappelijke naam van het geslacht werd in 1905 gepubliceerd door Julius Weise.

## Soorten
- Acmenychus caucasicus (Heyden, 1878)
- Acmenychus discernenda (Uhmann, 1949)
- Acmenychus inermis (Zubkoff, 1833)
- Acmenychus monochiri (Uhmann, 1936)
- Acmenychus planus Maulik, 1919